# دانشگاه خلیج فارس

دانشگاه خلیج فارس یک دانشگاه دولتی تحت نظر وزارت علوم، تحقیقات و فناوری ایران است و بزرگ‌ترین مرکز آموزش عالی در استان بوشهر است که در شهر بوشهر واقع شده‌است؛این دانشگاه از مهر ۱۳۷۱ با نام دانشگاه بوشهر در دو رشتهٔ مهندسی عمران و رشتهٔ مهندسی مکانیک آغاز به پذیرش دانشجو کرد. دانشگاه خلیج فارس دارای ۹ مرکز تحقیقاتی و ۸ دانشکده شامل «دانشکدهٔ ادبیات و علوم انسانی»، «دانشکده کسب و کار»، «دانشکدهٔ علوم و فناوری نانو و زیستی»، «دانشکدهٔ مهندسی»، «دانشکده مهندسی سیستم‌های هوشمند و علوم داده»، «دانشکدهٔ کشاورزی»، «دانشکدهٔ هنر و معماری»، «دانشکدهٔ مهندسی نفت، گاز و پتروشیمی»، «دانشکدهٔ علوم و فناوری دریا»، و «دانشکدهٔ مهندسی جم» می‌باشد، همچنین این دانشگاه دارای ۵ معاونت آموزشی، فرهنگی و دانشجویی، پژوهش و فناوری، برنامه‌ریزی و توسعه، منابع انسانی و پشتیبانی است. هم‌اکنون ۹۷ رشته در این دانشگاه در حال تدریس هستند که از این نود و دو رشته، ۳۱ رشته در مقطع کارشناسی، ۵۶ رشته در مقطع کارشناسی ارشد و ۱۳ رشته در مقطع دکتری هستند.

## تاریخچه

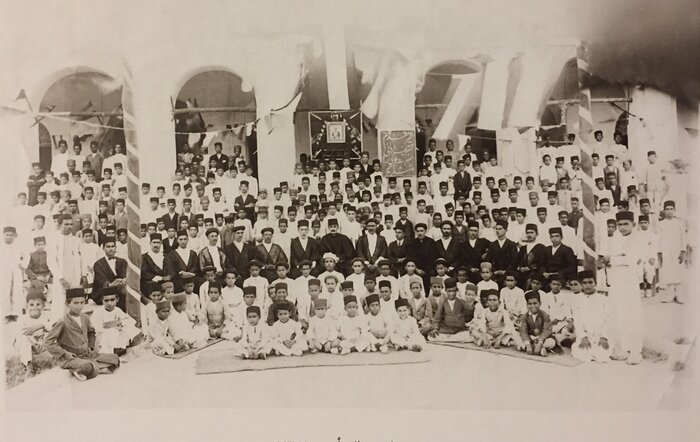
بازدید احمدخان دریابیگی، حکمران بوشهر از مدرسه سعادت/ ۱۳۱۷ قمری

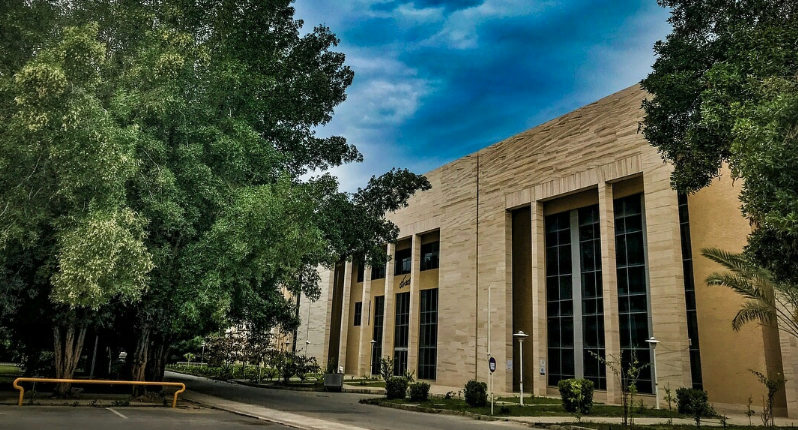
ساختمان پژوهش و فناوری و کتابخانه مرکزی

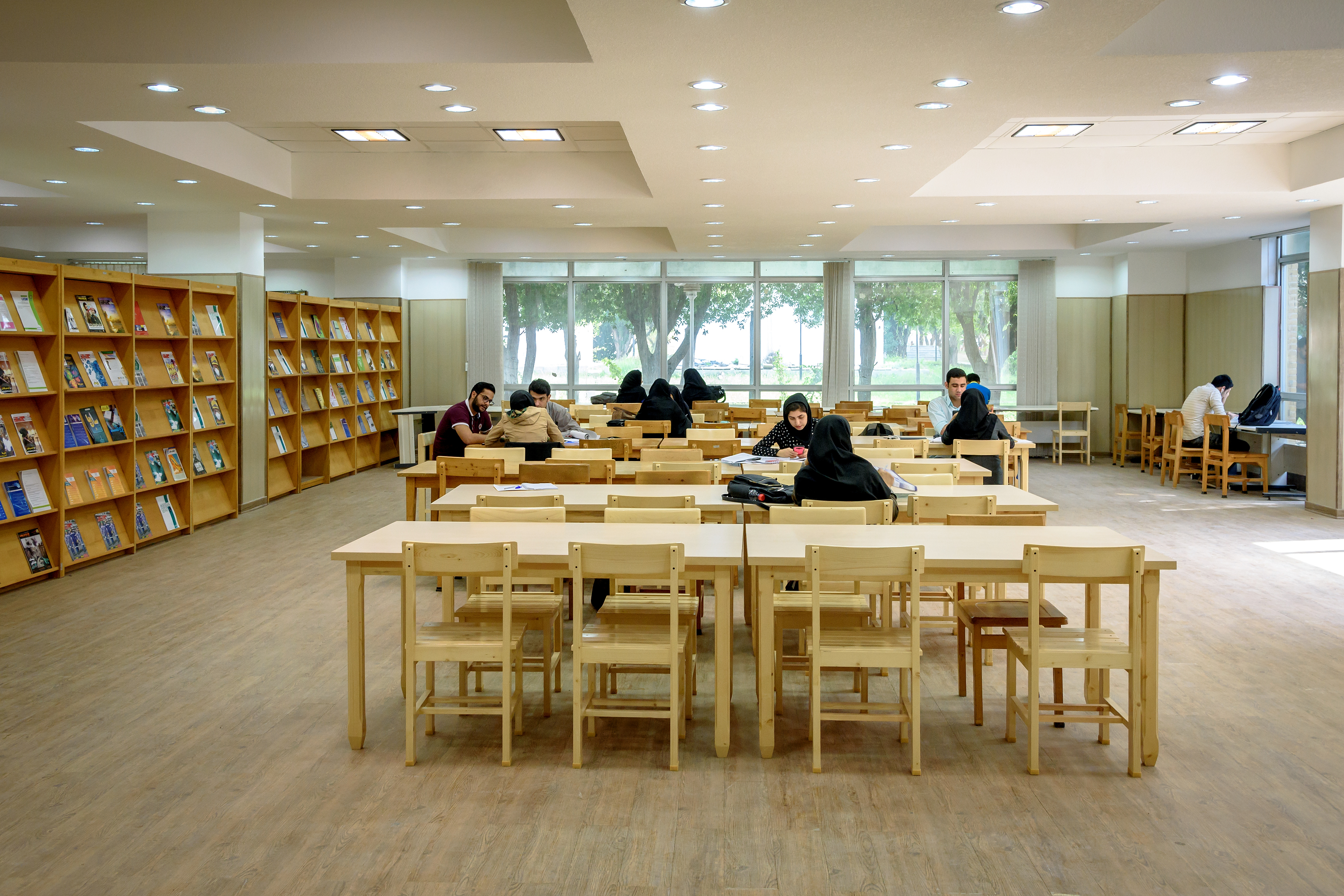
طبقه اول کتابخانه دانشگاه

«لیانِ» کهن و «اَبوشَهرِ» سپسین و «بوشِهرِ» اکنون، از دیرباز، سرزمین اهل فرهنگ بوده‌است و کسانی که تاریخ این دیار را مطالعه نموده‌اند می‌دانند که قرن‌ها پیش، دانشگاه یا مدرسه ریواردشیر واقع در ریشهر کنونی (از توابع بوشهر فعلی) از مراکز مهم علمی در ایران بوده‌است و از همان زمان نقش مهمی در زمینه پرورش نخبگان و توسعه دانش داشته‌است همچنین مدرسه سعادت نیز درست ۱۱۹ سال پیش بنیاد نهاده شد. آن‌گونه که از تاریخ برمی‌آید، روزنامه حبل‌المتین که درکلکته هند و به زبان فارسی به طبع می‌رسید، خبر گشایش مدرسه را در شماره ۲۲ از سال هفتم خود مخابره کرده‌است.

### آغاز به کار

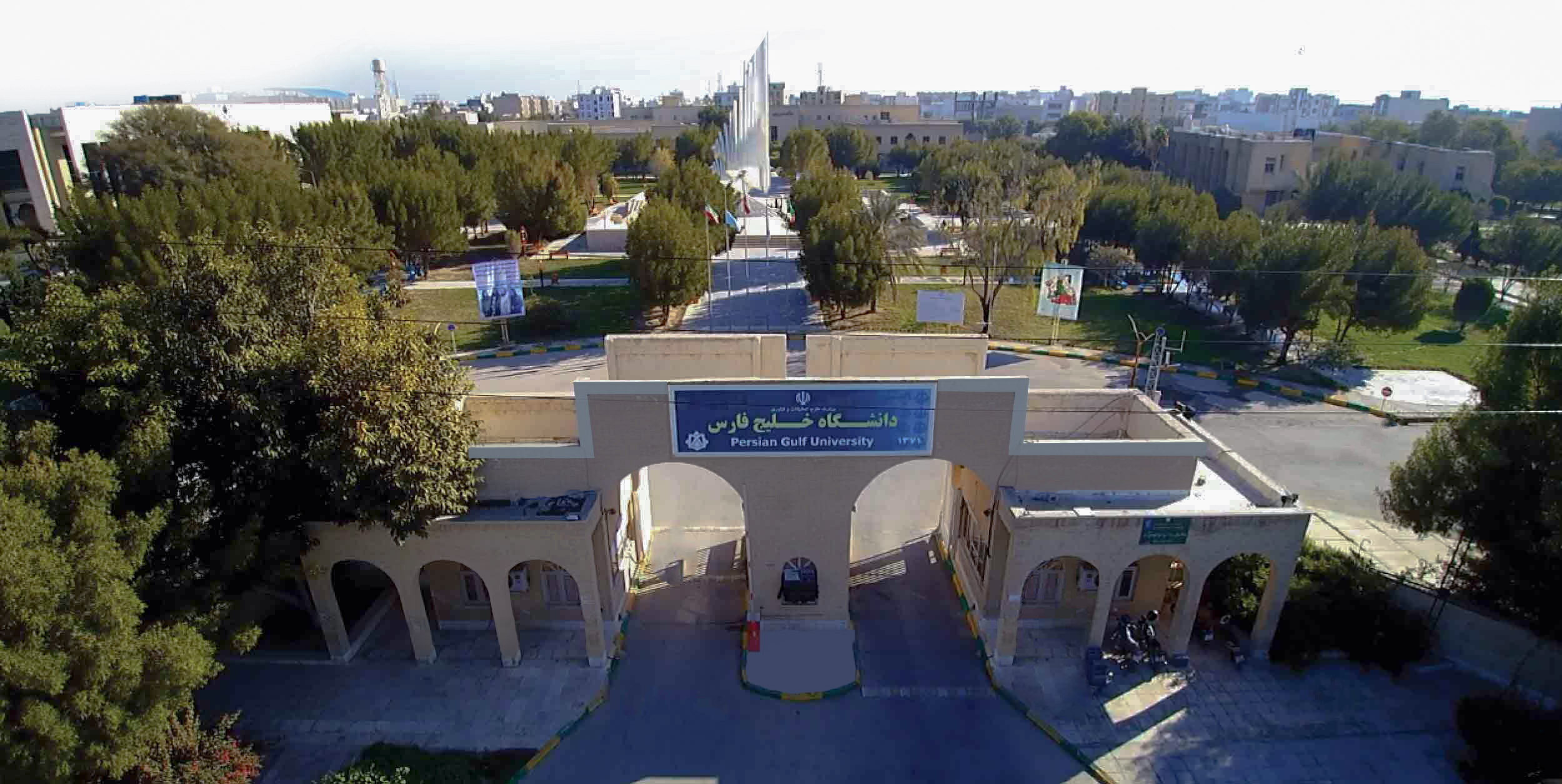
سردر دانشگاه خلیج فارس بوشهر

این دانشگاه از مهر ۱۳۷۱ با نام دانشگاه بوشهر در دو رشتهٔ مهندسی عمران و رشتهٔ مهندسی مکانیک آغاز به پذیرش دانشجو کرد. این دانشگاه با توجه به موقعیت جغرافیایی و همجواری با آبهای نیلگون خلیج فارس و تأسیسات عظیم نفت و گاز منطقه ویژه پارس جنوبی به عنوان باند توسعه استان تلقی می‌شود که تا ابتدای سال ۱۳۷۵ نام «دانشگاه بوشهر» را بر خود داشت و با تصویب شورای عالی انقلاب فرهنگی رسماً به «دانشگاه خلیج فارس» تغییر نام داد. این دانشگاه اولین دانشگاه دولتیِ وابسته به وزارت علوم در استان بوشهر است. رؤسای دانشگاه، از ابتدا تا کنون، به‌ترتیب غلامحسین خواجه، احمد عریان، حسن تاجیک، محمدرضا محمدی‌زاده، و عبدالمجید مصلح بوده‌اند.

## دانشکده‌ها

### دانشکدهٔ ادبیات و علوم انسانی

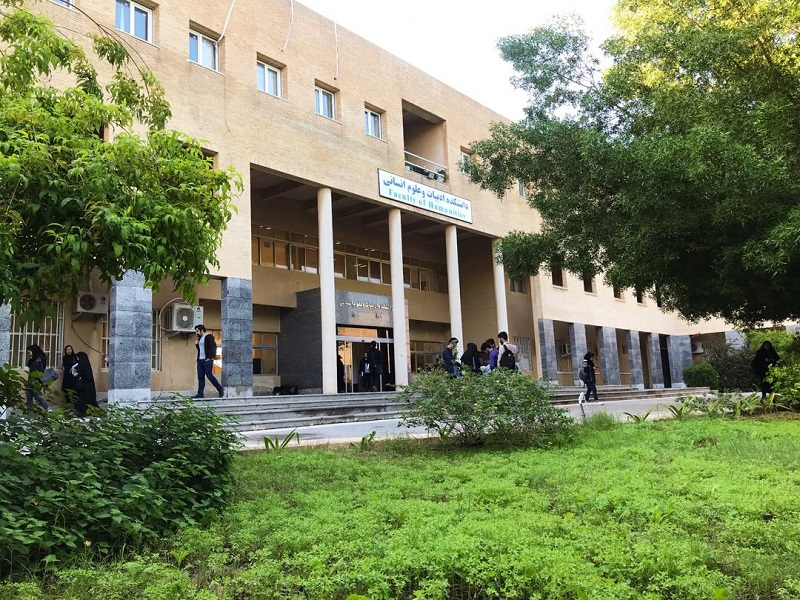
[http://hum.pgu.ac.ir/ دانشکده ادبیات و علوم انسانی

دانشکدهٔ ادبیات و علوم انسانی به عنوان سومین دانشکدهٔ دانشگاه خلیج فارس، فعالیت آموزشی -پژوهشی خود را از سال ۱۳۷۴ آغاز کرد. محل این دانشکده ابتدا در ساختمانی بیرون از پردیس دانشگاه قرار داشت و از سال ۱۳۷۹ به ساختمان کنونی  منتقل گردید. این دانشکده با فضای آموزشی ۱۰٬۰۰۰ متر مربع و حدود ۴ هزار دانشجو در ۲۴ رشته به پاسخگویی به نیازهای استان و کشور پرداخته‌است. این دانشکده در رشته‌های تاریخ، روان‌شناسی، زبان و ادبیات فارسی، زبان و ادبیات انگلیسی، علم اطلاعات و دانش، زبان و ادبیات عربی، تربیت بدنی اقدام به پذیرش دانشجو می‌کند همچنین کوشش برای ایجاد فرایندهای نوآوری و کارآفرینی در رشته‌های علوم انسانی، تلاش برای گسترش ارتباطات بین‌المللی؛ از جمله جذب دانشجویان خارجی، برقراری پیونده‌های علمی و پژوهشیِ فراملی، تبادل اساتید و صاحب‌نظران، تلاش برای توسعه پیوند علم؛ صنعت و جامعه، تربیت نیروی متخصص و ماهر، تکیه بر مکارم انسانی، تلاش برای تحقق پژوهشهای بدیع، اصیل و نوآور، گام نهادن در مسیر کسب شاخصه‌های برجستهٔ علمی در استان و کشور، تعمیق دانایی و افزایش توانایی‌های علمی و عملی از جمله اهداف دانشکده ادبیات و علوم انسانی دانشگاه خلیج فارس است. این دانشکده در هر سه مقطع کارشناسی، کارشناسی ارشد و دکتری دانشجو می‌پذیرد. در سال ۱۳۹۸ رشته‌های مدیریت بازرگانی، مدیریت صنعتی، حسابداری و اقتصاد از این دانشکده انتزاع و با تجمیع این رشته‌ها، دانشکده کسب و کار تشکیل و به تصویب هیئت امنای دانشگاه رسید.
گروه‌های آموزشی
- گروه تاریخ

- گروه روان‌شناسی

- گروه زبان و ادبیات انگلیسی

- گروه زبان و ادبیات عربی

- گروه علم اطلاعات و دانش‌شناسی

- گروه علوم ورزشی

هسته‌های پژوهش و فناوری دانشکده
- هسته پژوهش و فناوری انگیزش در تعلیم و تربیت

- هسته پژوهش و فناوری تاریخ شفاهی خلیج فارس

- هسته پژوهش و فناوری زبان،فرهنگ و شناخت خلیج فارس

- هسته پژوهش و فناوری مشاوره خانواده و ازدواج

- هسته پژوهش و فناوری مطالعات خلیج فارس و کرانه‌های آن

- هسته پژوهش و فناوری مطالعات داده‌های رسانه‌های اجتماعی

- هسته پژوهش و فناوری مطالعات کمی علم و فناوری

- هسته پژوهش و فناوری مغز و شناخت

### دانشکدهٔ مهندسی

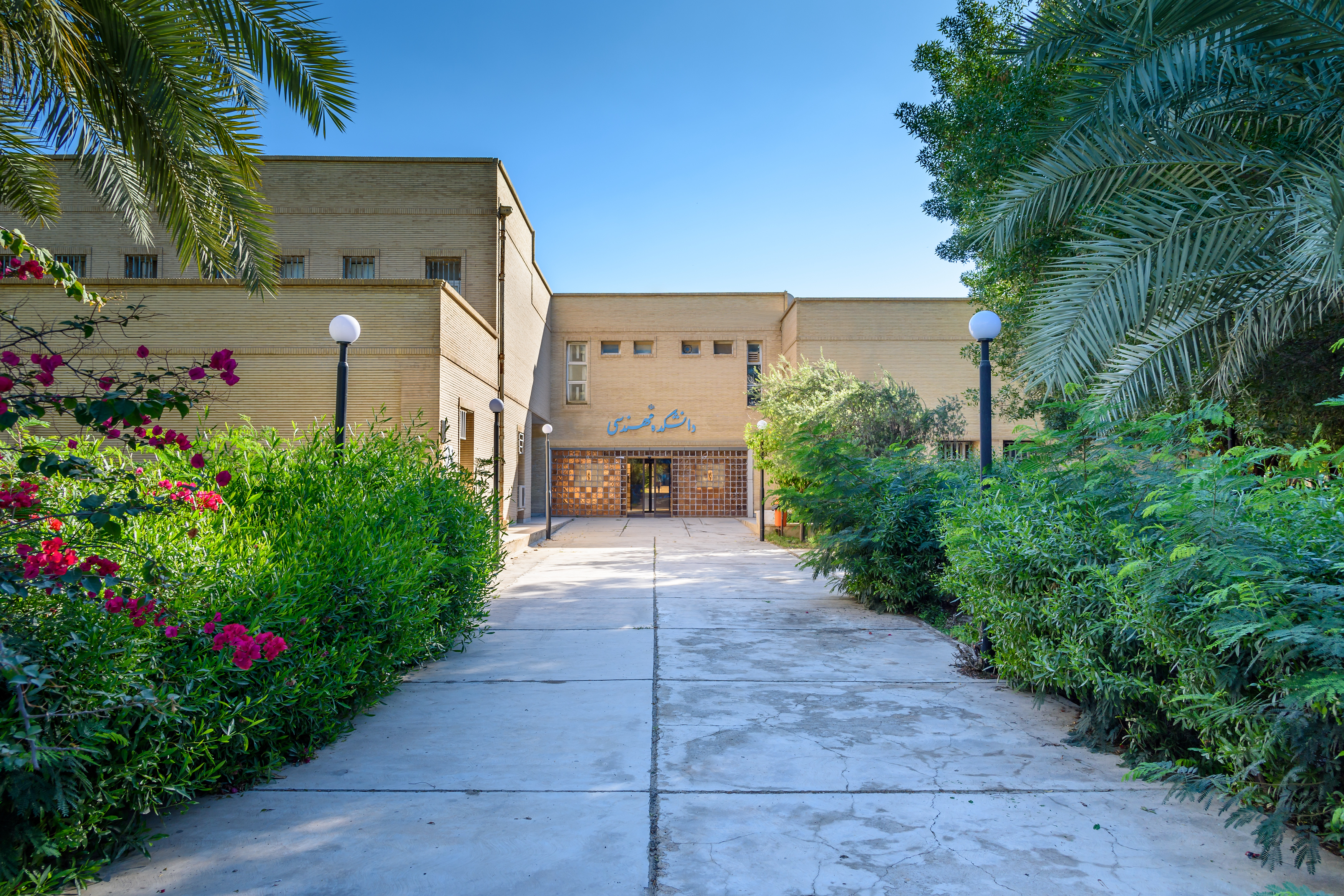
[https://eng.pgu.ac.ir/ دانشکده مهندسی

دانشکدهٔ مهندسی اولین دانشکده دانشگاه خلیج فارس است که در مهرماه سال ۱۳۷۱ با پذیرش ۳۴ نفر دانشجو در رشته مهندسی مکانیک و ۳۵ نفر دانشجو در رشته مهندسی عمران فعالیت خود را آغاز کرده‌است. دانشکده مهندسی در طول عمر بیست و چند ساله اش از دانشکده‌های موفق و پیشگام در دانشگاه خلیج فارس بوده‌است. این دانشکده با ۱۵۰۰ دانشجوی در حال تحصیل در ۱۳ رشته مختلف و فضای آموزشی ۱۰٬۰۰۰ متر مربع و ۳۷ نفر اعضای هیئت علمی تمام وقت در حال فعالیت است. از جمله این موفقیت‌های این دانشکده معرفی چندین سال پژوهشگر برتر استان، بالاترین درصد قبولی دانشجویان در دوره تحصیلات تکمیلی و همچنین انجام چند ده پروژه مستقل دانشگاهی و صنعتی و ثبت چندین اختراع توسط اعضای هیئت علمی و نیز چاپ مقالات متعدد و چندین جلد کتاب از آن جمله اند.
گروه‌های آموزشی
- گروه مهندسی دریا

- گروه مهندسی عمران

- گروه مهندسی مکانیک

### دانشکده مهندسی سیستم‌های هوشمند و علوم داده
دانشکده مهندسی سیستم‌های هوشمند و علوم داده با انتزاع و تجمیع رشته‌های مهندسی برق، مهندسی کامپیوتر از دانشکده مهندسی و رشته‌های ریاضی و آمار از دانشکده علوم پایه تشکیل و در مهرماه سال ۱۳۹۸ به تصویب هیئت امنای دانشگاه رسیده‌است. این دانشکده از رشته‌های مهندسی برق، مهندسی کامپیوتر، ریاضی و آمار تشکیل شده‌است و از شهریور سال ۱۳۹۹ فعالیت خود را آغاز کرده‌است.
ساختمان دانشکده مهندسی سیستم‌های هوشمند و علوم داده دانشگاه با مساحت ۱۰ هزار متر مربع در تاریخ ۱۴۰۰/۲/۱۶ با حضور مجازی رئیس‌جمهور، مسوولین وزارت علوم، تحقیقات و فناوری، استاندار بوشهر و مسوولین دانشگاه مورد بهره‌برداری قرار گرفت.
گروه‌های آموزشی
- گروه آمار

- گروه ریاضی

- گروه مهندسی برق

- گروه مهندسی کامپیوتر

هسته‌ها و گروه‌های پژوهش و فناوری دانشکده:
- هسته پژوهش و فناوری هدایت ناوبری کنترل و هوشمند سازی شناور

- هسته پژوهش و فناوری اینترنت اشیاء و پردازش سیگنال

- هسته پژوهش و فناوری هوش مصنوعی و داده کاوی

### دانشکدهٔ علوم و فناوری نانو و زیستی

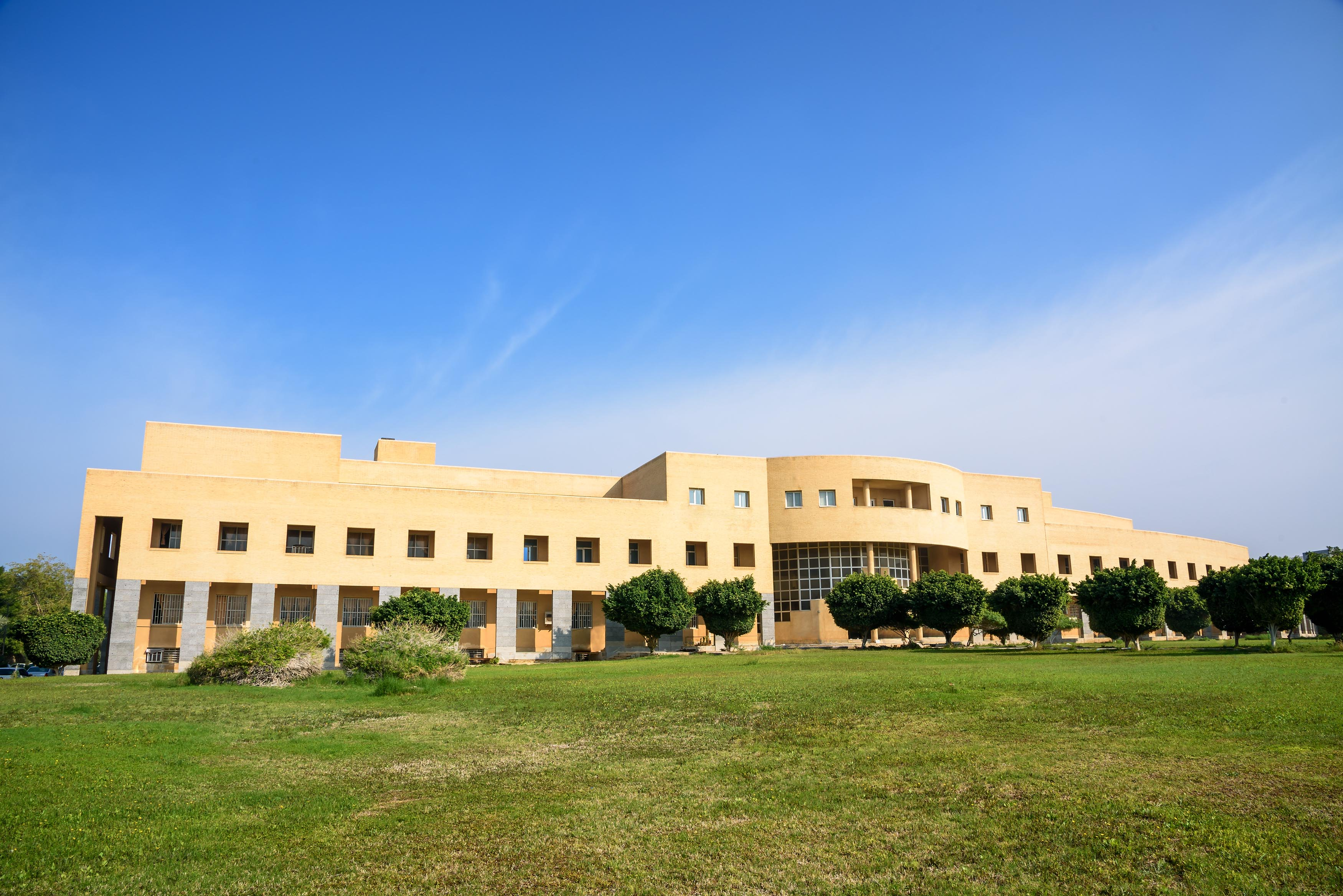
[http://hum.pgu.ac.ir/ دانشکده ادبیات و علوم انسانی

دانشکده علوم و فناوری نانو و زیستی ابتدا با عنوان دانشکدهٔ علوم پایه در سال ۱۳۷۵ تأسیس شد و در رشته‌های آمار، ریاضی، زیست‌شناسی، ژئوفیزیک، شیمی و فیزیک در رده‌های کارشناسی، کارشناسی ارشد و دکتری اقدام به پذیرش دانشجو می‌کرد. بر اساس مصوبه مهر ماه ۱۳۹۸ هیئت امنای دانشگاه ضمن تجمیع و انتقال رشته‌های زیست فناوری، محیط زیست دریا، و شیمی دریا از دانشکده علوم و فنون دریایی با رشته‌های این دانشکده عنوان آن به دانشکده علوم و فناوری نانو و زیستی دریایی تغییر یافت. همزمان رشته‌های ریاضی و آمار نیز از این دانشکده تفکیک و با تجمیع با رشته‌های مهندسی برق و مهندسی کامپیوتر، دانشکده جدیدی با عنوان دانشکده مهندسی سیستم‌های هوشمند و علوم داده تأسیس و راه اندازی شد.
گروه‌های آموزشی
- گروه علوم و فناوری زیستی

- گروه شیمی

- گروه فیزیک

- گروه ژیوفیزیک

- گروه مهندسی شیلات و منابع طبیعی

هسته‌ها و گروه‌های پژوهش و فناوری دانشکده:
- هسته پژوهش و فناوری تهیه مواد شیمیایی ارزشمند و ترکیبات با خاصیت دارویی

- هسته پژوهش و فناوری خوردگی

- هسته پژوهش و فناوری نانو بیوفوتونیک

- هسته پژوهش و فناوری نانو بیوفیزیک

### دانشکدهٔ کشاورزی و منابع طبیعی
دانشکدهٔ کشاورزی و منابع طبیعی دانشکده کشاورزی و منابع طبیعی به عنوان چهارمین دانشکده با ایجاد رشته تحصیلی علوم باغبانی فعالیت خود را در شهر برازجان آغاز نمود. هم‌اکنون این دانشکده دارای ۴ رشته تحصیلی در مقطع کارشناسی ارشد و ۴ رشته تحصیلی در مقطع کارشناسی و ۲۴ نفر هیئت علمی می‌باشد.
گروه‌های آموزشی
- گروه مهندسی علوم دامی

- گروه علوم و مهندسی باغبانی

- گروه مهندسی تولید و ژنتیک گیاهی

- گروه مهندسی گیاه پزشکی

هسته‌ها و گروه‌های پژوهش و فناوری دانشکده:
- هسته پژوهش و فناوری بهنژادی، بیوتکنولوژی و فرآوری گیاهان دارویی

- هسته پژوهش و فناوری تولید فرآورده‌های طبیعی و دارویی گیاهی - جانوری دریایی

- هسته پژوهش و فناوری تولید کود زیستی و بیوکنترل آفات مهم انباری

- هسته پژوهش و فناوری گلخانه ساحلی

- هسته پژوهش و فناوری گیاهان دارویی و مهار بیولوژیک آفات و بیماری‌ها

### دانشکدهٔ هنر و معماری

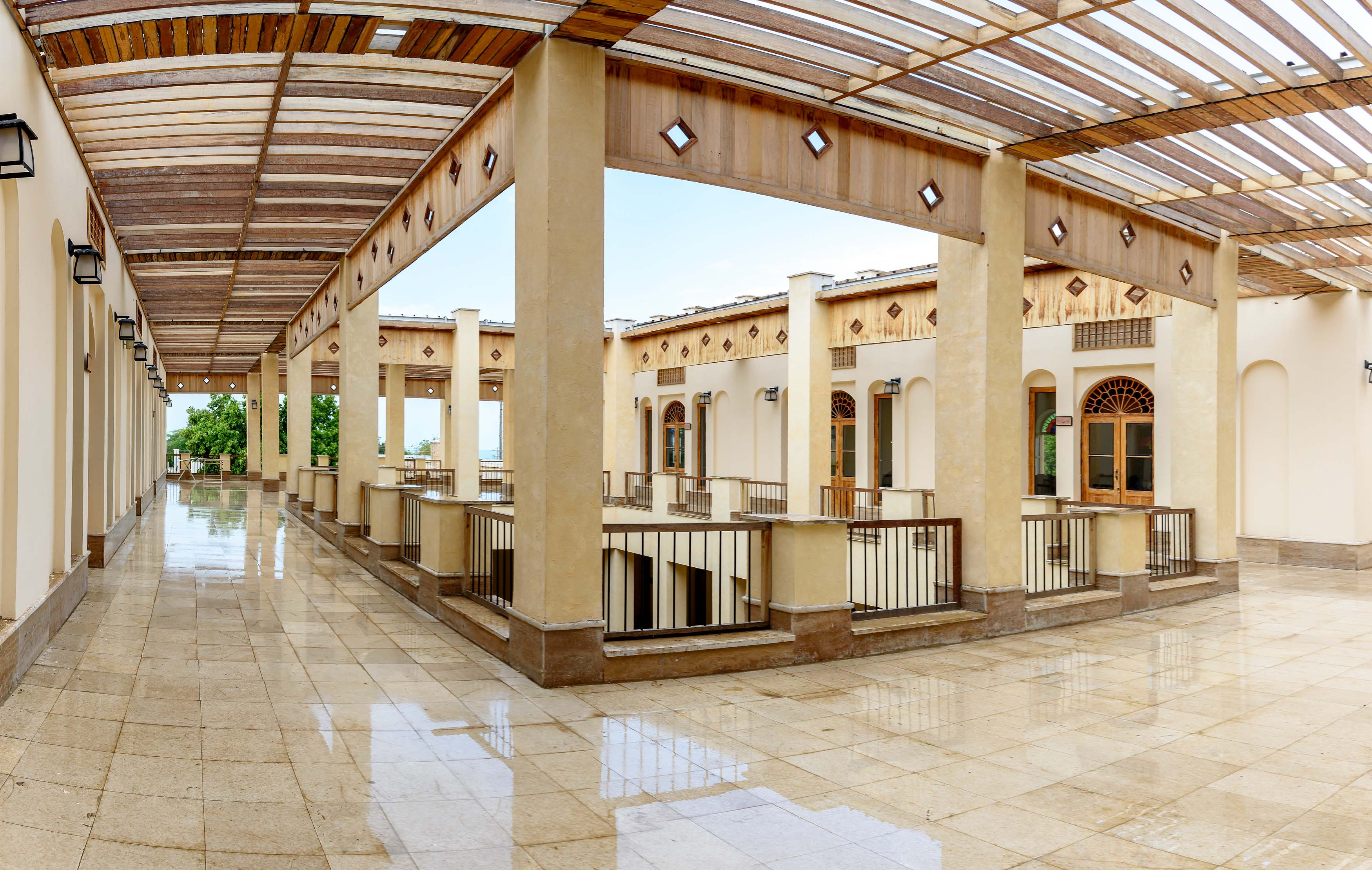
دانشکده هنر و معماری

دانشکدهٔ هنر و معماری دانشگاه خلیج فارس از سال ۱۳۸۴ با پذیرش دانشجو در مقطع کارشناسی معماری آغاز شد. این دانشکده با الهام از معماری قدیم بوشهر در بافت تاریخی بوشهر معروف به محله «کوتی» و کنار ساختمان عمارت «نوذری» که مربوط به دوره قاجار است ساخته شده‌است. این بنا با تملک ۲۰ ساختمان فرسوده و در زمینی به مساحت ۳۹۵۰ متر مربع ساخته شده‌است. معماری این دانشگاه تلفیقی از معماری سنتی و مدرن است که به گفته کارشناسان هویت خاصی به بافت قدیمی بوشهر می‌دهد. 

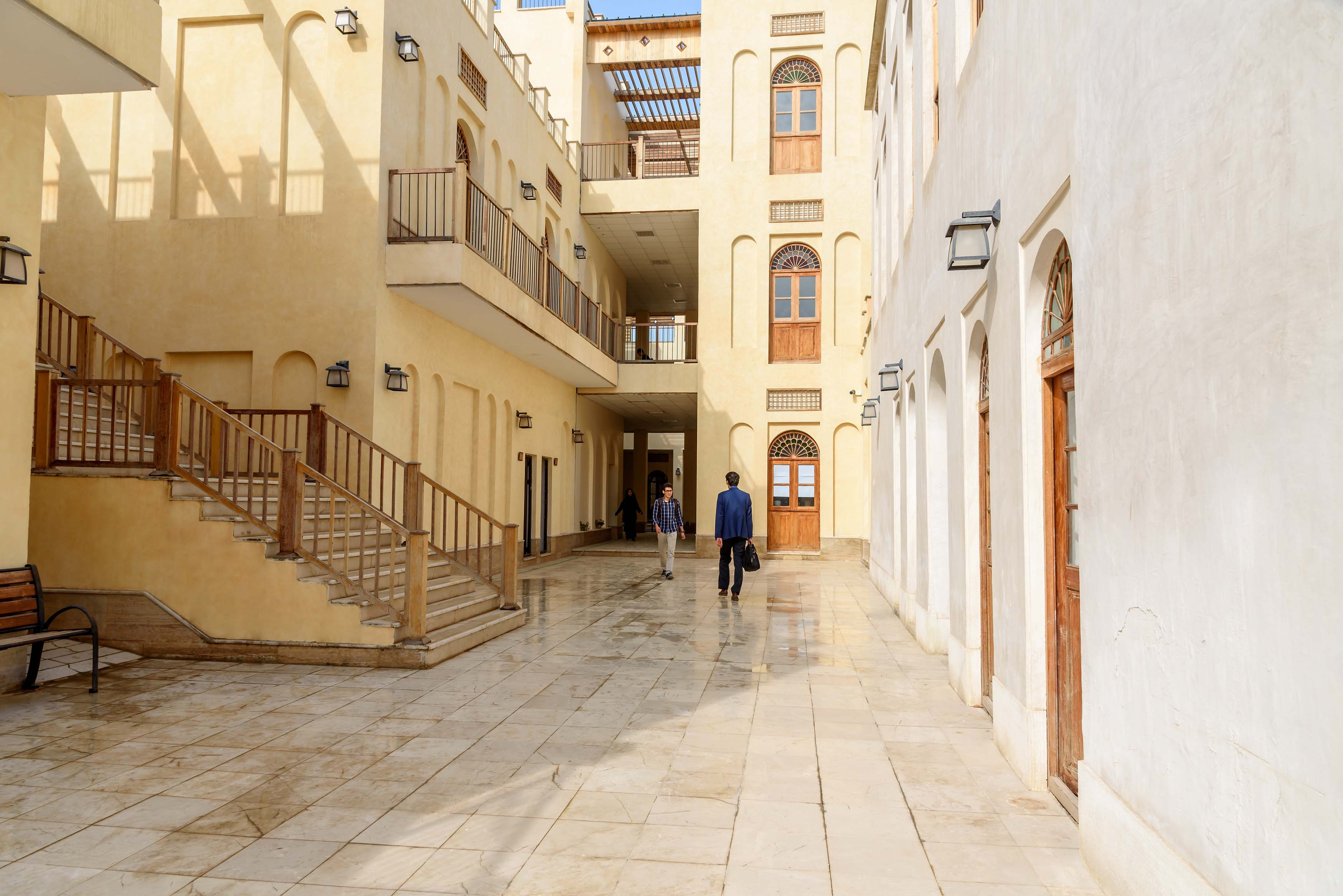
دانشکده هنر و معماری

عمارت «نوذری» در راستای بازآفرینی و احیای بافت تاریخی شهر بوشهر و با هدف بالا بردن سطح آموزش در حوزه معماری، ارتقای تأثیر آموزش‌های تخصصی در زمینه بازآفرینی پایدار محلات، بازگشت به هویت شهری، احیا و باززنده سازی محدوده‌های تاریخی، توانمند سازی و رونق اجتماعی، افزایش جذب توریست و افزایش توان اقتصادی مردم محله با همکاری اداره کل راه و شهرسازی، شرکت مادر تخصصی عمران و بهسازی، استانداری و میراث فرهنگی کارهای عمرانی و محوطه سازی این عمارت، آغاز و با الحاق ساختمانی جدید به آن، یک مرکز مدرن آموزشی علمی با حفظ زمینه و میراث تاریخی شهر راه اندازی شده‌است. ساختمان دانشکده هنر و معماری با زیربنای ۸٬۲۲۰ مترمربع و فضای آموزشی شامل ۱۶ آتلیه هنری، ۱۱کلاس آموزشی، دو سالن قضاوت پایان‌نامه، سایت رایانه، سالن اجتماعات، حوزه اداری، فضای خدماتی، استراحتگاه استادان، بوفه و نمازخانه در ۳ طبقه با اسکلت فلزی و پیچ و مهر در ۲ مرحله احداث می‌شود. مرحله نخست دانشکده هنر و معماری دانشگاه خلیج فارس با زیربنای پنج هزار و ۲۰۰ مترمربع شامل فضای اداری و خدماتی، چهار کلاس آموزشی، پنج کارگاه آموزش (آتلیه)، سالن چند منظوره و داوری، سایت رایانه و فضای خدماتی بوفه، سالن سرو غذا و نمازخانه است.
گروه‌های آموزشی:
- گروه مهندسی معماری

- گروه مهندسی شهرسازی

### دانشکدهٔ مهندسی نفت، گاز و پتروشیمی
دانشکدهٔ مهندسی نفت، گاز و پتروشیمی واقع در دانشگاه خلیج فارس بوشهر، مهم‌ترین مرکز رسمی دولتی علمی، آموزشی و پژوهشی در استان بوشهر است که به آموزش‌های تخصصی در زمینه مهندسی نفت، گاز و پتروشیمی با هدف تربیت نیروی انسانی مورد نیاز تأسیسات نفت و گاز و پتروشیمی موجود (در استان) می‌پردازد. این دانشکده در ضلع شمال شرقی دانشگاه خلیج فارس بوشهر ایجاد شده‌است. ساخت این دانشکده در زمینی به مساحت ۵٬۷۰۰ متر مربع با زیربنای ۸٬۰۰۰ متر مربع از سال ۸۲ آغاز شد و پس از آن زیربنای طرح به ۱۲٬۰۰۰ متر مربع افزایش یافت. حداقل عمر مفید این دانشکده ۴۰۰ سال است و این دانشکده به گونه‌ای طراحی شده که هم از نظر سازه‌ای و هم از نظر امنیتی ساختمانی ویژه است. این مجموعه کاملاً مهندسی‌ساز بوده و با هزینه مشترک شرکت ملی گاز و شرکت ملی صنایع پتروشیمی با ۳ میلیارد و ۱۸۰ میلیون تومان اعتبار احداث شده‌است. از جمله امکانات این دانشکده می‌توان به ۱۶ کلاس درس ۲۰، ۳۰ و ۴۰ نفره، شبکه کامپیوتری، مرکز کامپیوتر، سیستم تلفن مرکزی، اتاق‌های کنفرانس، سالن چند منظوره، سالن آمفی تئاتر با ظرفیت ۳۸۵ نفر، سیستم اطفای حریق و تجهیزات صوتی اشاره کرد.
رشته‌های پذیرش دانشجو در این دانشکده عبارتند از:

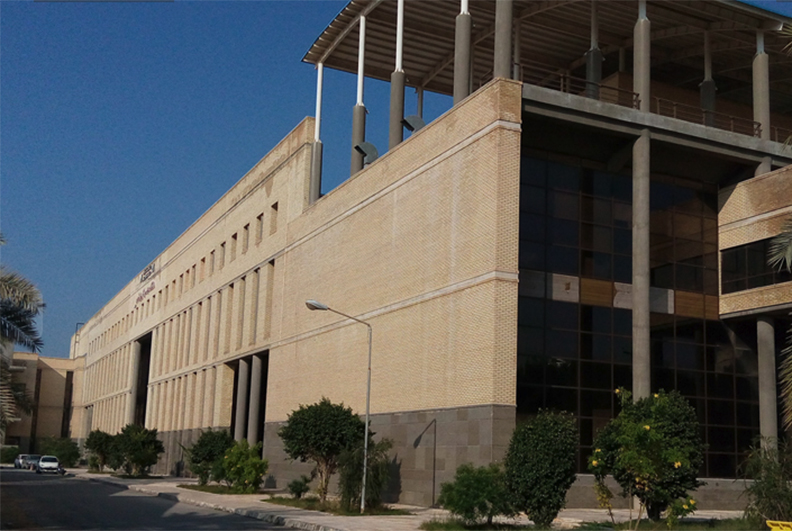
[http://pet.pgu.ac.ir/ دانشکدهٔ مهندسی نفت، گاز و پتروشیمی

#### رشته مهندسی شیمی
این رشته در مقطع کارشناسی، کارشناسی ارشد و دکترا در حال پذیرش دانشجو می‌باشد.

#### رشتهٔ مهندسی نفت
دانشگاه خلیج فارس در حال حاضر در مقطع کارشناسی و کارشناسی ارشد در رشته مهندسی نفت دانشجو پذیرش می‌کند.
گروه‌های آموزشی
- گروه مهندسی شیمی

- گروه مهندسی نفت

- گروه مهندسی پلیمر

هسته‌ها و گروه‌های پژوهش و فناوری دانشکده
- گروه پژوهشی فناوری غشایی پایدار

- گروه پژوهشی نانوزیست فناوری کاربردی

- گروه پژوهش و فناوری دینامیک سیالات محاسباتی کاربردی

- هسته پژوهش و فناوری مهندسی واکنش‌های شیمیایی

### دانشکدهٔ علوم و فناوری دریایی
دانشکدهٔ علوم و فناوری دریایی با توجه به نقش محوری دریا در توسعه استان بوشهر و با هدف تربیت دانشجو در زمینه‌های مرتبط با دریا، دانشکده علوم و فنون دریایی در مهرماه ۱۳۹۰ با پذیرش اولین دوره دانشجویان کارشناسی ارشد زیست فناوری دریا، رسماً فعالیت علمی خود را آغاز نموده‌است. در حال حاضر دانشکده علوم و فنون دریایی در بخشی از دانشکده علوم پایه مستقر است و دانشجویان از امکانات آموزشی و آزمایشگاهی موجود در پژوهشکده خلیج فارس و دانشکده علوم پایه استفاده می‌نمایند. دانشکده علوم و فنون دریایی یک دانشکده بین رشته‌ای است که ایجاد و توسعه دانشکده با همکاری سایر دانشکده‌ها و مرکز مطالعات دانشگاه و همچنین تفاهم نامه‌های با مراکز تخصصی دریایی نظیر مؤسسه ملی اقیانوس‌شناسی، سازمان محیط زیست، شیلات، و سازمان بنادر و دریانوردی و … هماهنگ گردیده‌است. مجوز رشته کارشناسی ارشد معماری کشتی در سال۱۳۹۰ اخذ و ۵ دانشجوی اولین ورودی در مهر ۱۳۹۱ مشغول به تحصیل گردیدند. رشته‌های مصوب این دانشکده عبارت اند از: مدیریت حمل و نقل دریایی، محیط زیست دریا، زیست دریا که این رشته با چهار گرایش (جانوران، گیاهان، آلودگی، بوم‌شناسی) در حال پذیرش دانشجو می‌باشد، همچنین اقیانوس‌شناسی، مهندسی سواحل، شیمی دریا، سازه‌های دریایی، معماری کشتی، فرآوری محصولات شیلاتی و بیوتکنولوژی دریا نیز در حال پذیرش دانشجو هستند.

### دانشکده کسب و کار
دانشکده کسب و کار دانشگاه در سال ۱۳۹۸ با انتزاع رشته‌های مدیریت بازرگانی، مدیریت صنعتی، حسابداری و اقتصاد از دانشکده ادبیات و علوم انسانی به تصویب هیئت امنای دانشگاه رسید. این دانشکده با هدف ایفای نقش در زیست‌بوم نوآوری و کارآفرینی دانشگاه طراحی شده و با توجه به سابقه درخشان استان بوشهر در حوزه تجارت و کسب و کار می‌تواند تاریخ درخشان بوشهر را دوباره زنده نموده و با تربیت مدیران کسب و کار موفق و تراز جهانی در فرایند توسعه ملی و منطقه ای ایفای نقش نماید.
این دانشکده در حال حاضر در مقطع کارشناسی در رشته‌های مدیریت صنعتی، مدیریت بازرگانی، حسابداری و اقتصاد دانشجو می‌پذیرد. در دوره کارشناسی ارشد نیز در شته‌های مدیریت صنعتی گرایش تولید و عملیات و گرایش تحقیق در عملیات و در رشته مدیریت بازرگانی گرایش بازاریابی، گرایش استراتژیک، و گرایش کارآفرینی و در رشته اقتصاد گرایش اقتصاد انرژی فعال بوده و پذیرش دانشجو دارد.
این دانشکده در دوره دکتری مدیریت صنعتی نیز در دو گرایش مدیریت تولید و عملیات و تحقیق در عملیات پذیرش دانشجو دارد.
گروه‌های آموزشی
- گروه مدیریت بازرگانی

- گروه مدیریت صنعتی

- گروه حسابداری

- گروه علوم اقتصادی

هسته‌ها و گروه‌های پژوهش و فناوری دانشکده:
- هسته پژوهش و فناوری ارزش آفرینی در حوزه حسابداری و مالی آرتان

- هسته پژوهش و فناوری اقتصاد مالی و ارزشگذاری

- هسته پژوهش و فناوری بهره‌وری و توسعه پایدار

- هسته پژوهش و فناوری مطالعات کارآفرینی، نوآوری و فناوری

- هسته هوش رایانشی و بهینه‌سازی هوشمند

### دانشکدهٔ مهندسی جم
دانشکدهٔ مهندسی جم به عنوان یکی از دانشکده‌های دانشگاه خلیج فارس بوشهر که در بخش مرکزی شهرستان جم -در شهرک پردیس شهر جم- افتتاح گردید و با دو رشتهٔ مهندسی کامپیوتر نرم‌افزار و مهندسی صنایع آغاز به کار کرد. این دانشکده فعلاً دارای همین دو رشته می‌باشد و قرار است در سالهای آتی با اضافه کردن رشته‌های دیگر به کار خود ادامه دهد. در حال حاضر در این دانشکده حدود ۴۰۰ دانشجو مشغول به تحصیل می‌باشند و ۸ نفر به صورت هیئت علمی در حال فعالیت هستند.
- گروه مهندسی کامپیوتر

- گروه مهندسی صنایع

### دبیرستان دانشگاه
دبیرستان دانشگاه خلیج فارس در شهر بوشهر و در سال ۱۳۷۳ زیر نظر دانشگاه خلیج فارس تأسیس شده‌است. این دبیرستان با هدف جذب و حمایت از استعدادهای برتر به ویژه در جامعه مخاطب روستایی راه اندازی شده و براساس آزمونی که توسط سازمان سنجش آموزش کشور برگزار می‌شود، در دو رشته ریاضی و علوم تجربی دانش آموز می‌پذیرد.
دانش آموختگان این دبیرستان هر ساله جهت ادامه تحصیل در بهترین رشته‌ها و دانشگاه‌های کشور برگزیده می‌شوند و ضریب موفقیت موفقیت خوبی در آزمون سراسری دانشگاه دارند.
فارغ التحصیلان دانشگاه
دکتر حبیب کشاورز